# Nekketsu! Street Basket: Ganbare Dunk Heroes
Nekketsu! Street Basket: Ganbare Dunk Heroes (яп. 熱血！すとりーとバスケット がんばれ DUNK HEROES; нэккэцу! сутори:то басукэтто ганбарэ данку хи:ро:дзу) — последняя игра из серии Nekketsu для консолей NES, выпущенная компанией Technos Japan Corporation 17 декабря 1993 года. Также причиной популярности игры была возможность, при наличии четырёх геймпадов, играть в неё вчетвером. В российской прессе впервые была описана в 28 номере, популярного в своё время, журнала Великий дракон, что тоже существенно повлияло на увеличение числа русскоязычных фанатов.

## Сюжет
Кунио-кун (яп. くにおくん), главный герой серии игр Nekketsu, выигрывает «15-дневный тур по Америке» в развлекательном японском телешоу, и планирует встретиться с Джонни (яп. ジョニー) из баскетбольной команды «Оклахома». Его друг Рики (яп. りき), мечтая стать лучшим среди уличных баскетболистов, отправляется вслед за Кунио, привязав себя и своего товарища Годая (яп. ごだい) верёвкой к шасси самолёта. Друзьям предстоит сразиться с семью командами, чтобы завоевать звание лучших уличных баскетболистов.

## Описание

Геймплей

Игры происходит на небольших площадках, в каждой команде участвуют по 2 человека. Матч состоит из двух таймов по 3 минуты каждый. В игре отсутствуют правила, в связи с этим ничто не запрещает драться с противниками или кидаться в них различными предметами. Наоборот, для победы просто необходимо избивать соперников, отнимая у них мяч и забрасывая его в корзину. При этом у каждой команды есть по три щита с корзинами, расположенные друг над другом. При попадании в самую высокую корзину игроку даётся 4 очка, в среднюю и нижнюю — по 3 очка. Корзины от частых попаданий (в особенности от супер-бросков) могут оторваться от щита, но их можно прицепить обратно, как к своему щиту, так и к щиту соперников. На каждом щите может висеть две корзины одновременно, благодаря чему может получиться так, что все шесть корзин будут висеть на щитах одной команды.
У каждой команды есть свои особенности, начиная от индивидуальных характеристик — живучести, силы удара, высоты прыжка, скорости и точности, — и заканчивая своей особенной баскетбольной площадкой. Основные характеристики игроков можно улучшать вещами, получаемыми после каждой выигранной игры от проигравшей команды. Также у всех команд существует свои неповторимые супер-броски, при которых мяч превращается либо в ракету, либо становится огненным шаром, и, сбивая всё на своём пути, летит точно в кольцо.

## Команды
- Nekketsu. Команда, за которую вам придётся играть.

Состав:
Кунио — самый меткий игрок команды, умеет делать супер-бросок «Огненная птица Кун».
Рики — друг Кунио, его супер-бросок — «Мяч с иглами».
Годай — сильный игрок, делает супер-бросок, называемый «Бешеный мяч», когда мяч сначала крутится на земле, а затем подскакивает и попадает в нижнюю корзину.
Джонни — очень быстрый, делает супер-бросок, называемый «Мяч-резак».
- U.S. Navy. Средняя по силе команда, имеющая среднюю меткость. Супер-бросок — «Огонь ВМС».
- San Francisco. Очень сильная команда, но с низкой меткостью. Супер-бросок — «10-тонный мяч».
- Texas. Быстрая команда, уровень меткости выше среднего. Супер-бросок — «Вертушка».
- New York. Слабая команда, с высокой скоростью и прыжками. Супер-бросок — «Мяч-слизь».
- Florida. Очень сильная команда, уровень меткости средний. Супер-бросок — «Телекинез».
- Las Vegas. Слабая команда, средняя меткость. Супер-бросок — «Магический мяч».
- Hawaii. Сильная и меткая команда. Супер-бросок — «Огненный шар».

В игре также существует режим «battle mode», в котором можно играть за любые команды и свободно выбирать команду соперника и место проведения матча. В этом режиме игроки могут сражаться друг против друга.

## Предметы
Все предметы можно брать в руки и кидаться ими или бить других игроков. Также доступны дополнительные возможности для каждого предмета.
- Скейтборд. На нём можно кататься, сбивая противников. Одновременно игрок может вести мяч или бросать его в корзину. Но, пока игрок стоит на скейте, супер-бросок выполнить не получится.
- Ящик. Его можно пинать, сбивая им с ног противника.
- Урна. Её можно надеть на голову противника, лишая его возможности что-либо делать. Противник сможет только ходить. Чтобы снять с себя урну, нужно одновременно нажать кнопки «A»+«B» три раза, либо подождать пока вас не ударят. Также с урной есть одна интересная особенность. Если её надеть на противника, который в это время нёс сетку, то он окажется не только с урной на голове, но и с натянутой поверх сеткой.
- Лестница. Её можно закидывать на свои сетки, блокируя их от попадания мяча.
- Камень. Некоторые персонажи могут ударом запустить его по земле.

Также предметами можно блокировать супер-броски.
В каждой из локаций также имеются уникальные предметы и особенности, которые можно использовать в игре:
- Ниагара: можно запрыгивать на забор и кусты.
- U.S. Navy: движущаяся дорожка, перемещающая попавшие на неё предметы. Меняет направление при попадании мяча в корзину.
- San Francisco: автомобили и мотоцикл, на которые можно запрыгивать. При попадании на капот или багажник центрального автомобиля игрок подбрасывается вверх и может таким образом забросить мяч.
- Texas: лошадь, которая при подходе к ней сзади пинает игрока, подбрасывая высоко вверх. Также можно запрыгивать ей на спину.
- New York: подземный переход, заходя в который, игрок выходит с другой стороны поля. Также можно забираться на его крышу.
- Florida: можно запрыгивать на низкий забор и залезать на высокий.
- Las Vegas: возле корзин с обеих сторон установлены слот-машины, которые могут в зависимости от выпавших в момент попадания символов увеличивать количество очков.
- Hawaii: можно залезать на пальмы. Зонтики от солнца при прыжке на них подбрасывают игрока вверх.